# Port Glaud

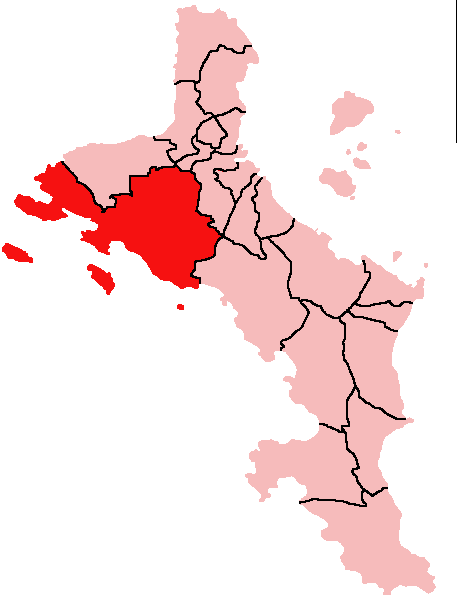
Position de Port Glaud sur Mahé

Port Glaud est un district des Seychelles situé sur l'île de Mahé. Il comprend aussi l'île Thérèse et l'île de la Conception à l'ouest, ainsi que l'île aux Vaches (en) au sud.

## Géographie

### Démographie
Le district de Port Glaud couvre 28,7 km2 et compte 2 714 habitants (2002).